# Acalypha fissa
Acalypha fissa é uma espécie de flor do gênero Acalypha, pertencente à família Euphorbiaceae.